# Tabanus filipjevi
Tabanus filipjevi är en tvåvingeart som beskrevs av Olsufjev 1936. Tabanus filipjevi ingår i släktet Tabanus och familjen bromsar. Inga underarter finns listade i Catalogue of Life.